# Cratere Jenkins
Jenkins è un cratere lunare intitolato all'astronoma statunitense Louise Freeland Jenkins; è situato lungo l'equatore lunare, vicino al lembo orientale. È congiunto al margine orientale del cratere 'Schubert X', leggermente più grande, un po' sovrapposto all'interno. Il cratere Nobili è allo stesso modo attaccato al bordo occidentale di 'Schubert X' e penetra leggermente verso l'interno da quel lato. Questi tre crateri formano una catena lineare lungo l'equatore.
Jenkins era precedentemente classificato come 'Scubert Z', prima che gli venisse assegnato il nome attuale dall'UAI. Il cratere Scubert è situato a nordest di Jenkins. Verso est-nordest si trova il cratere Back, mentre verso sud vi è la coppia di crateri Van Vleck-Weierstrass. Il piccolo cratere 'Schubert J' è congiunto esternamente lungo il margine sudorientale.
Jenkins ha una forma circolare con un bordo piuttosto consumato. Il confine occidentale è contrassegnato da numerosi piccoli crateri. La superficie interna non presenta caratteristiche rilevanti, ed è segnata da alcuni minuscoli crateri. Non vi è alcuna sporgenza all'interno.